# Уильямсон, Джеймс Роберт
Джеймс Роберт Уильямсон (англ. James Robert Williamson; 29 октября 1949, Кастровилл, Техас) — американский гитарист, автор текстов, музыкальный продюсер. Наиболее известен сотрудничеством с Игги Попом и группой The Stooges.

## Биография

### Ранние годы
Джеймс Уильямсон родился в городе Кастровилл, штат Техас, его семья переехала в Детройт, штат Мичиган, когда он был в 8-м классе. В 9-м классе он сформировал свою первую рок-н-ролльную группу, получившую название «The Chosen Few», вместе со Скоттом Ричардсоном. Они исполняли кавер-версии песен Rolling Stones и других рок-групп. Уильямсон провёл некоторое время в доме для несовершеннолетних, после того как его отец поставил ему ультиматум, чтобы он отрезал себе волосы — Уильямсон отказался. В позднем периоде «The Chosen Few», Уильямсон тогда учился в 11-м классе, в одном из составов группы бас-гитаристом был Рон Эштон. Позже Эштон, как гитарист, сформировал группу The Stooges с братом Скоттом, Дэйвом Александером и Игги Попом.
В 1969 году, после окончания средней школы, Уильямсон отправился в Нью-Йорк, где встретился с The Stooges, которые записывали свой дебютный альбом под руководством бывшего члена Velvet Underground Джона Кейла, который выступил продюсером записи.

### Присоединение к The Stooges
В 1971 году Уильямсон присоединился к The Stooges, которые в то время боролись с наркотиками, постоянными переменами состава и отсутствием коммерческого успеха. Дэвид Боуи предложил Игги возможность записать альбом в Лондоне, и в конце концов братья Эштон вернулись в группу, причем Рон Эштон перешёл на бас-гитару. Уильямсон был соавтором Игги, на всех песнях и сыграл все гитарные партии для этого альбома, который озаглавили Raw Power (1973). Он играл громко и грубо, как почти никто в то время, с «грязным» звучанием и высокой энергетикой. Именно это, наряду с его творчеством в качестве автора песен, является причиной того, что многие считают его одним из пионеров панка.
Kill City, на котором Уильямсон сотрудничал с Попом, был издан в 1977 году. В 1979 году Уильямсон вернулся к продюсированию, сочинению песен и игре на гитаре на третьем сольном альбоме Игги Попа New Values (с экс-участником The Stooges мультиинструменталистом Скотт Тёрстоном, имитирующим гитарный стиль Уильямсона). Уильямсон также сделал начальные работы продюсирования на следующем альбоме Попа Soldier, прежде чем разругался с Игги; как утверждается, они не разговаривали на протяжении 16 лет.
Многие из демозаписей, сделанных до альбома Raw Power, были изданы с опозданием, в том числе хард-роковые композиции «I Got A Right» и «Gimme Some Skin». После сотрудничества с Игги на сессиях для их совместного альбома Kill City, Уильямсон оставил музыкальный бизнес, чтобы стать инженером-электронщиком и работать в компьютерной индустрии. Недавно Уильямсон покинул пост вице-президента Технологических Стандартов в компании Sony Electronics, Inc.

### Воссоединение с The Stooges
Покинув музыкальный бизнес почти на 30 лет, Джеймс Уильямсон возвращается на сцену с Игги и The Stooges в 2010 году. Тем временем, репетируя для предстоящих концертов The Stooges, он выступил в Сан-Хосе с рок-группой «Careless Hearts», которые поддержали его, на первом концерте за последние 35 лет, он состоялся в клубе Blank Club, Сан-Хосе, Калифорния 5 сентября 2009 года.
Первый концерт воссоединенных The Stooges, с Уильямсон состоялся 7 ноября 2009 года в Сан-Паулу, Бразилия. Группа исполняла материал из альбома Raw Power и некоторых ранних сольных пластинок Попа.
В марте 2010 года The Stooges были введены в Зал славы рок-н-ролла.

## Дискография

### Альбомы

#### С группой The Stooges
- 1973 — Raw Power
- 1977 — Metallic K.O.
- 1995 — Open Up and Bleed

#### С Игги Попом
- 1977 — Kill City
- 1979 — New Values
- 2005 — A Million in Prizes: The Anthology